# Maryna Pestrjakowa
Maryna Pestrjakowa (ukrainisch Марина Пестрякова, wiss. Transliteration Maryna Pestrjakova, * 26. Januar 1972 in Tomsk) ist eine ehemalige ukrainische Skilangläuferin.

## Werdegang
Pestrjakowa trat international erstmals bei der Winter-Universiade 1993 in Zakopane in Erscheinung. Dort gewann sie die Goldmedaille mit der Staffel. Ihre besten Platzierungen bei den nordischen Skiweltmeisterschaften 1993 in Falun waren der 42. Platz über 5 km klassisch und der 13. Rang mit der Staffel und bei den nordischen Skiweltmeisterschaften 1997 in Trondheim der 31. Platz über 30 km klassisch und der zehnte Rang mit der Staffel. In der Saison 1997/98 holte sie in Ramsau am Dachstein mit dem 23. Platz über 15 km klassisch ihre ersten Weltcuppunkte. Dies war zugleich ihr bestes Einzelergebnis im Weltcup und errang damit den 66. Platz im Gesamtweltcup. Beim Saisonhöhepunkt, den Olympischen Winterspielen 1998 in Nagano, kam sie auf den 40. Platz über 5 km klassisch, auf den 36. Rang in der Doppelverfolgung und auf den 23. Platz über 15 km klassisch. Zudem wurde sie dort zusammen mit Walentyna Schewtschenko, Iryna Taranenko-Terelja und Olena Hajassowa Neunte in der Staffel. Im folgenden Jahr holte sie bei der Winter-Universiade in Štrbské Pleso die Bronzemedaille mit der Staffel und belegte bei den nordischen Skiweltmeisterschaften 1999 in Ramsau am Dachstein den 37. Platz über 15 km Freistil, den 34. Rang über 5 km klassisch und den sechsten Platz mit der Staffel. Zudem holte sie dort mit dem 26. Platz in der Verfolgung erneut Weltcuppunkte. In der Saison 2000/01 kam sie in Soldier Hollow mit dem 28. Platz in der Doppelverfolgung nochmals in die Punkteränge und belegte bei den nordischen Skiweltmeisterschaften 2001 in Lahti den 60. Platz in der Doppelverfolgung, den 49. Rang über 15 km klassisch und den zehnten Platz in der Staffel. Im folgenden Jahr lief sie bei den Olympischen Winterspielen in Salt Lake City auf den 57. Platz in der Doppelverfolgung. Ihre letzten internationalen Rennen absolvierte sie bei den nordischen Skiweltmeisterschaften 2003 im Val di Fiemme. Dort belegte sie den 48. Platz im Sprint, den 40. Rang über 10 km klassisch und den 38. Platz im 15-km-Massenstartrennen.

## Erfolge

### Teilnahmen an Weltmeisterschaften und Olympischen Winterspielen

#### Olympische Spiele
- 1998 Nagano: 9. Platz Staffel, 23. Platz 15 km klassisch, 36. Platz 10 km Verfolgung, 40. Platz 5 km klassisch
- 2002 Salt Lake City: 57. Platz 10 km Doppelverfolgung

#### Nordische Skiweltmeisterschaften
- 1993 Falun: 13. Platz Staffel, 42. Platz 5 km klassisch, 45. Platz 10 km Verfolgung, 51. Platz 15 km klassisch
- 1997 Trondheim: 10. Platz Staffel, 31. Platz 30 km klassisch, 35. Platz 5 km klassisch, 37. Platz 10 km Verfolgung, 56. Platz 15 km Freistil
- 1999 Ramsau: 6. Platz Staffel, 26. Platz 10 km Verfolgung, 34. Platz 5 km klassisch, 37. Platz 15 km Freistil
- 2001 Lahti: 10. Platz Staffel, 49. Platz 15 km klassisch, 60. Platz 10 km Doppelverfolgung
- 2003 Val di Fiemme: 38. Platz 15 km klassisch Massenstart, 40. Platz 10 km klassisch, 48. Platz Sprint Freistil

#### Weltcup-Gesamtplatzierungen
| Saison  | Gesamt | Gesamt | Sprint | Sprint |
| Saison  | Punkte | Platz  | Punkte | Platz  |
| ------- | ------ | ------ | ------ | ------ |
| 1997/98 | 8      | 66.    | 8      | 62.    |
| 1998/99 | 5      | 76.    | -      | -      |
| 2000/01 | 3      | 109.   | -      | -      |